# Jaych Aden Al Islami-Abyane
Le Jaych Aden Al Islami-Abyane (Armée islamique d'Aden-Abyane, parfois Armée islamique d'Aden) est une organisation islamiste armée yéménite agissant depuis la région d'Abyane, dans le sud du Yémen. L'organisation est placée sur la liste officielle des organisations terroristes des États-Unis, du Royaume-Uni, du Canada et de l'Australie, et est considérée par l'Organisation des Nations unies comme proche d'Al-Qaïda et à ce titre sanctionnée de la part du Conseil de sécurité des Nations unies.
Si la fondation de l'Armée islamique d'Aden par 300 anciens de la guerre d'Afghanistan remonte au début des années 90, les premières actions revendiquées en son nom datent de 1997. Dès cette époque, le groupe entretient des relations avec Al-Qaïda.
Le leader originel de l'organisation, Zayn Al Abidine Al Mihdar, est exécuté. Hatem Ben Farid, qui le remplace, est condamné à sept ans de prison en avril 2001. Son successeur, Khalid al-Nabi al-Yazidi, meurt en 2003 lors d'un raid de l'armée yéménite.